# Código LMI
El código LMI (en rumano: cod LMI) es la identificación asociada a la Lista de monumentos históricos de Rumanía.

## Código de 2004
En las versiones de 2004, 2010 y 2015 de la lista, la codificación incluye, en este orden:
- 1. Acrónimo del distrito en el que se encuentra (por ejemplo, AB).
- 2. Un número romano que agrupa los monumentos según su naturaleza:
  - I. Monumentos arqueológicos.
  - II. Monumentos arquitectónicos.
  - III. Monumentos públicos.
  - IV. Memoriales y funerales.
- 3. Una letra minúscula (m para monumento, a para conjunto o s para sitio arqueológico).
- 4. Una letra mayúscula que describe el monumento en términos de valor:
  - A. Monumentos de interés nacional.
  - B. Monumentos de interés local.
- 5. Un número de serie único en todo el país (por ejemplo, 00001.01). Las cifras después del punto representan el identificador del monumento dentro de un conjunto.

## Código de 1992
En la lista de 1992, el código tenía la composición "01A0001", en la que los primeros 2 dígitos codifican el condado (en orden alfabético), la letra indicaba el valor del monumento y los últimos 4 dígitos representan el número de serie.